# L'eredità di Thuban
L'eredità di Thuban è il primo libro della saga La ragazza drago scritta da Licia Troisi, la prima pubblicazione in Italia è avvenuta il 15 aprile 2008.
Il libro è stato tradotto in tedesco, polacco, ungherese, turco, spagnolo, catalano e francese.

## Trama
Sofia è un'orfana tredicenne con ricci capelli rossi, occhi verdi ed un insolito neo azzurrino in mezzo alla fronte. Da sempre vive in un orfanotrofio di Roma, in cui passa le sue giornate in maniera monotona ed emarginata dai compagni. A causa di ciò Sofia non crede in sé stessa ed ha sviluppato una serie di fobie (tra cui quella del vuoto e dell'altezza) e di complessità emotive che la portano spesso ad autodenigrarsi. Il suo destino tuttavia cambia quando il professor Georg Schlafen, un simpatico ed eccentrico antropologo che veste sempre con abiti dell'Ottocento, decide di adottarla. Schlafen è in parte di origine tedesca, ma abita in una villa isolata e circondata dalla vegetazione nei pressi del Lago di Albano insieme al fidato maggiordomo Thomas e sostiene di aver voluto adottare proprio Sofia perché in passato aveva conosciuto i suoi genitori. Inizialmente Sofia è molto contenta di questo trasferimento e prende subito a benvolere il professore che, nonostante sia un uomo per certi versi strano, sembra volerle davvero bene, ma dopo qualche giorno Sofia si rende conto che il professore non la lascia mai uscire da sola, specialmente dopo che sul giornale appare la notizia di un attacco vandalico all'ex orfanotrofio della ragazzina.
Una sera Sofia e il suo tutore si recano al circo e fanno la conoscenza di Lidja, una bella ragazzina dell'età di Sofia che lavora come acrobata nel circo. Oltre ad essere particolarmente carina e sicura di sé, Lidja ha pure uno strano neo rosa al centro della fronte, molto simile a quello di Sofia.
Il professore sembra entusiasta di Lidja e, con la scusa che Sofia ha bisogno di un'amica, la invita spesso alla villa, generando così un po' di gelosia in Sofia la quale, al contrario, si sente abbastanza infastidita dalla sicurezza e dal carattere carismatico di Lidja, anche perché quest'ultima, a differenza di lei, non soffre affatto di vertigini essendo un'abilissima trapezista.
Una notte Sofia esce di nascosto dalla villa per recarsi sulla riva del lago, ma qui viene attaccata da una strana creatura con il corpo di un ragazzino paffuto, ali di metallo ed occhi rossi (un Assoggettato). Nel tentativo di salvarsi, Sofia fa magicamente ed involontariamente apparire dal nulla piante e liane che bloccano la creatura, ma, solo quando rimette piede nella villa, il mostro non può più raggiungerla a causa di una magica barriera protettiva invisibile ad occhio umano attivata dal professore.  Ora Schlafen deve necessariamente spiegare a Sofia il motivo di quell'attacco e perché l'abbia adottata. 
Migliaia di anni prima la Terra era abitata dai draghi che, insieme agli umani, avevano come obiettivo quello di proteggere l'Albero del Mondo, un arbusto millenario in grado di generare frutti magici e di preservare la pace e l'equilibrio naturale nel mondo. Non tutti però erano d'accordo con questo concetto di pace: le viverne, capeggiate da Nidhoggr, la più grande e feroce viverna, iniziarono infatti a minacciare l'albero, sino a che non scoppiò una guerra che vide impegnati draghi e viverne. Alla fine la vittoria fu dei draghi, anche se ad un caro prezzo: la loro totale estinzione. Il combattimento finale, in particolare, vide Nidhoggr scontrarsi con Thuban, il più forte tra tutti i draghi e capo dei cinque Draghi Guardiani che dovevano proteggere l'Albero del Mondo. Thuban infatti riuscì a imprigionare il suo avversario sottoterra con un sigillo magico, ma era arrivato allo stremo delle forze e si apprestava a morire. Fu allora che decise di trasferire la sua essenza all'interno di Lung, un essere umano suo amico. Thuban non fu l'unico drago ad utilizzare questa tecnica: anche gli altri quattro Draghi Guardiani trasferirono la loro anima all'interno di altrettanti esseri umani (detti perciò Draconiani) che da quel momento ebbero tutti un neo sulla fronte che in realtà non è altro che l'Occhio della Mente, una gemma preziosa in cui sono contenuti l'anima ed i poteri magici di ogni drago.
In questo modo l'essenza di ogni drago si sarebbe trasferita di generazione in generazione per permettere alle creature di combattere nuovamente Nidhoggr una volta che il sigillo che lo imprigionava si fosse consumato. Sofia è una diretta discendente di Lung, sicché la ragazzina conserva in sé lo spirito ed i poteri di Thuban: è stato lui infatti a far apparire le liane nello scontro con il mostro, poiché Thuban possedeva i poteri della vita che gli permettevano di controllare ogni forma vegetale oltre che di produrre la benefica clorofilla dell'Albero del Mondo (benefica per i draghi, ma letale per le viverne). Anche Lidja è una Draconiana ed è per questo che il professore l'aveva invitata a casa sua. Schlafen è infatti l'ultimo rimasto dei cinque Custodi (umani-sacerdoti che al tempo dei Draghi avevano il compito di vegliare sull'Albero insieme ai Draghi Guardiani) che si è risvegliato a causa dell'imminente rottura del sigillo di Nidhoggr. Suo scopo è trovare ed istruire tutti i Draconiani alla lotta finale contro le viverne, aiutandoli a recuperare i cinque frutti magici che ridaranno vita all'Albero del Mondo e a riportare Draconia, la città dei Draghi, sulla Terra.
Le promanazioni terrene di Nidhoggr, Nidafjoll e Ratatoskr, viverne che assumono l'aspetto di bellissimi e seduttivi ragazzi ventenni, sono del resto già all'opera per scovare ed uccidere i Draconiani (l'attacco a Sofia ad opera dell'Assoggettato ne è un esempio) e per trovare i frutti prima dei Draconiani nell'attesa del ritorno del loro signore. Sembra un fardello troppo grosso per l'insicura Sofia la quale, inoltre, comincia a temere che Schlafen l'abbia adottata non per amore, ma per il semplice fatto che lei sia una Draconiana.
Dopo qualche esitazione, tuttavia, la ragazzina accetta la realtà e le responsabilità che ne derivano e questo anche grazie a Lidja che, al contrario, nonostante la paura, non ha la minima esitazione ad accettare il suo ruolo di Draconiana ed i poteri (telepatia e telecinesi) che le vengono dal suo drago, Rastaban.
Sofia e Lidja da questo momento cominciano ad allenarsi insieme nel dungeon della villa del professore per riuscire a sviluppare i loro poteri e per trasformarsi nei rispettivi draghi ed iniziano veramente a fare amicizia. 
Durante un allenamento Sofia riceve una visione su un frutto dell'Albero del Mondo: esso sembra trovarsi sul fondale del centro del Lago di Albano, perciò lei, Lidja ed il professore si immergono alla sua ricerca a bordo di un sottomarino. 
Sul fondale le due Draconiane, e loro soltanto, vedono una bolla d'aria che racchiude un cratere dove un tempo sorgeva la città di Draconia. Entrate nella bolla, infatti, Sofia e Lidja trovano non solo il sigillo che imprigiona Nidhoggr, ma anche un ciondolo magico che, come una bussola, è in grado di individuare i frutti dell'Albero. 
Mentre però Lidja ha una visione ispirata dal ciondolo sul luogo dove si trova il frutto di Rastaban, l'Assoggettato che ha aggredito Sofia in riva al lago le attacca e ruba loro il prezioso monile. 
Acciaccate, ma non sconfitte, le due amiche, sfuggendo alla sorveglianza del professore, si recano da sole nel luogo in cui la bussola ha mostrato a Lidja l'ubicazione del frutto (le fondamenta di un'antica villa romana), ma qui ritrovano non solo l'Assoggettato, ma pure una delle promanazioni terrene di Nidhoggr: Nidafjoll. Dopo una dura lotta, Sofia riesce a fuggire con il frutto, ma Lidja viene catturata da Nida.
Piena di sensi di colpa per aver abbandonato l'amica, Sofia si riprende dalle ferite e con il professore elabora un piano per salvare Lidja. L'Assoggettato, ormai allo stremo delle forze, infatti, ha proposto uno scambio su ordine di Nida: Lidja in cambio del frutto. Prima di ciò, tuttavia, Sofia ed il professore liberano l'Assoggettato che si rivela essere un comune ragazzino paffuto, Mattia, la cui volontà era stata annullata da un innesto (un magico ragno metallico in grado di avvilupparsi al corpo degli esseri umani e di donare loro armature letali) ed a riportarlo dalla sua famiglia.
Sofia si reca infine all'appuntamento con Nida per lo scambio, ma consegna alla nemica solo una copia falsa del frutto. Nida se ne va, credendo di avere la vittoria in pugno, anche perché grazie ad un altro innesto ha soggiogato la volontà di Lidja che su ordine della viverna cerca di uccidere Sofia. Sulle prime Sofia ha la peggio, anche perché, a differenza di Lidja che ha sviluppato meglio i suoi poteri, non riesce né a contrattaccare né ad evocare le ali del suo drago che le permetterebbero di volare, ma, quando tutto sembra perduto, finalmente la ragazzina riesce a percepire Thuban dentro di sé e a parlare con lui. Aiutata dal suo drago, quindi, Sofia riesce infine a liberare Lidja dall'innesto. Nidafjoll scopre l'inganno, ma è ormai troppo tardi perché nel frattempo le due amiche sono già tornate alla villa.
Nei giorni a venire Sofia e Lidja, ormai grandi amiche, salgono sul tetto della villa (Sofia infatti ormai non soffre più di vertigini) ed insieme osservano l'orizzonte, ormai pronte ad accettare la loro missione di Draconiane.

## Personaggi
I personaggi sono i seguenti: Sofia è la protagonista e Lidja ed il professor Schlafen i suoi aiutanti.Thuban e Rastaban i personaggi principali, mentre Nidhoggr e i suoi figli Nidafjoll e Ratatoskr gli antagonisti. Thomas, Mattia, Giovanna e suor Prudenzia sono personaggi secondari.

## Draconiani
Sofia: ragazzina di 13 anni, insicura e sognatrice, che vive in un orfanotrofio a Roma prima di essere adottata dal professor Schlafen che per lei sarà come un padre. Ha i capelli ricci e rossi, due grandi occhi verdi e svariate lentiggini attorno al naso. Anche se è molto timida ed insicura, riesce nel corso della storia a scoprire il coraggio che alberga dentro di lei. Fin dal primo capitolo si dimostra la protagonista della storia. Ha una grande passione per i libri fantasy ed horror. Dentro di lei risiede lo spirito di Thuban, il capo dei Draghi Guardiani e l'ultimo a morire tra i suoi compagni. Grazie a Thuban Sofia ha il potere della vita: può far crescere liane e piante che usa per immobilizzare gli avversari, o per attaccare ed è inoltre in grado di percepire meglio di Lidja il potere della gemma che crea la barriera protettiva attorno alla casa del professore. Quando evoca i suoi poteri, il suo neo diventa una gemma verde.
Lidja: ragazzina di 13 anni e fin dall'inizio sembra non avere problemi, nonostante la paura, ad accettare la missione di Draconiana. È descritta come molto carina, atletica, con lunghi capelli corvini ed occhi scuri. Quanto a coraggio e carisma è il completo opposto di Sofia. Anche lei come Sofia è orfana, ma viene trovata per caso da Schlafen, in quanto non vive in orfanotrofio ma presso il circo natio dove lavora come trapezista. Dentro di lei risiede lo spirito di Rastaban, il migliore amico di Thuban. Lidja ha il potere della telepatia e della telecinesi (anche se per combattere usa solo la seconda): può infatti sollevare gli oggetti con il pensiero e, in caso di necessità, lanciarli contro i nemici. Quando si trasforma, il colore della sua gemma è rosa magenta.

## Custodi
Il professor Georg Schlafen: È un eccentrico professore di antropologia di origini tedesche trasferitosi a Roma per adottare Sofia in memoria, dice lui, di una promessa fatta al padre di quest'ultima. Si veste sempre come un uomo dell'Ottocento ed abita in un'isolata e suggestiva villa vicino al Lago d'Albano. In verità è la reincarnazione di un'antica casta di sacerdoti di Draconia, risvegliatosi per ritrovare tutti i Draconiani è farli riunire allo scopo di trovare i frutti dell'Albero del Mondo. Anche se l'ha dovuta adottare per dovere, ormai il professore si è davvero affezionato a Sofia come ad una figlia.

## Draghi
Thuban: capo dei Draghi Guardiani, è un drago di colore verde smeraldo con il potere della vita. Fu l'ultimo a cadere in battaglia dopo aver imprigionato Nidhoggr. Prima di morire infuse il suo spirito in Lung, un avo di Sofia. Si rivela a quest'ultima solo alla fine del libro quando ogni speranza sembra perduta e Sofia riesce finalmente a credere in lui.
Rastaban: il più fedele e leale dei Draghi Guardiani e miglior amico di Thuban. Controlla il potere della telecinesi e della telepatia. È di colore rosso magenta. All'epoca della guerra tra draghi e viverne era considerato un punto fermo nella resistenza dei draghi, il che fa pensare che fosse il combattente più disciplinato e sicuramente più convinto della causa. Fu il primo a morire, ucciso da Nidhoggr sotto gli occhi di Thuban.

## Antagonisti
Nidafjoll: anche detta "Nida", è una delle promanazioni terrene di Nidhoggr e l'antagonista principale del primo libro. Anche se appare come una bella ragazza ventenne con un caschetto biondo, è in realtà una viverna nera in grado di scatenare fiamme fredde come ghiaccio. Astuta, subdola e sleale, prima plagia ed inganna Mattia per trasformarlo in Assoggettato così da servirsene per trovare Sofia ed il frutto, poi cerca di ingannare anche Sofia servendosi di Lidja (catturata e a sua volta Assoggettata). Suo compagno è Ratatoskr con cui tuttavia è in continua competizione per avere il favore di Nidhoggr.
Ratatoskr: altra promanazione terrena di Nidhoggr. In questo capitolo ha un ruolo piuttosto marginale rispetto a Nida ed ha l'aspetto di un bel ragazzo ventenne, ben vestito e dai modi affettati. In realtà è anche lui una viverna nera. Sebbene condivida con Nida la missione delle viverne, oltre che la stessa natura di Nidhoggr, si dimostra avulso da ogni sentimento umano o di pietà, tanto che rimane del tutto indifferente quando Nidhoggr punisce Nida sotto i suoi occhi.
Nidhoggr: è il nemico supremo, la Grande Viverna simbolo del male e dell'odio, imprigionata da Thuban sottoterra dopo la battaglia finale. Nonostante l'indebolimento del sigillo, non può ancora manifestarsi sulla terra per questo si serve di Nida e Ratatoskr che sono sue promanazioni in grado anche di assumere aspetto umano. Sebbene Nidhoggr li chiami "figli", in realtà i due sono da lui considerati servi-sottoposti, al di poco superiori agli umani, che la Grande Viverna non esita a punire crudelmente in caso di fallimento. I due lo evocano di tanto in tanto per riferirgli l'esito delle rispettive missioni.

## Personaggi presenti in questo libro
Mattia: È un ragazzino dodicenne di enorme sensibilità che tuttavia viene bullizzato ed emarginato a scuola a causa del suo corpo sovrappeso e dei suoi abiti dismessi. Viene terribilmente imbrogliato dalla falsa fata, Nidafijoll, una delle promanazioni terrene di Nidhoggr, che gli promette un nuovo aspetto, se il ragazzo si metterà un impianto tecno- magico dall'aspetto di un ragnetto di ferro sul collo. In realtà l'innesto trasformerà Mattia in un Assoggettato, una creatura rivestita di metallo e senza volontà al servizio di Nidhoggr. Fortunatamente, verrà salvato da Sofia e dal professore prima che l'innesto lo porti alla morte.
Thomas: maggiordomo tedesco al servizio di Schlafen. Come il professore, sembra uscito da un'altra epoca. È pelato e con lunghi baffi grigi da tricheco. Conosce e sa della missione dei Draconiani e si rende utile come può.
Suor Prudenzia: direttrice dell'orfanotrofio dove all'inizio vive Sofia. È estremamente autoritaria e rigida.
Giovanna: donna tuttofare che lavora come inserviente presso l'orfanotrofio dove all'inizio vive Sofia. Si dice che sia nata e cresciuta all'orfanotrofio e che non sia mai stata adottata. Per queste ragioni probabilmente è molto acida e dal carattere lunatico tanto che a volte sfoga la sua frustrazione rimproverando immeritatamente Sofia, mentre a volte la prende sotto la sua ala protettiva.
Lung: antenato di Sofia e giovane scudiero di Thuban che assistette alla battaglia finale tra il suo signore e Nidhoggr. Accettò di ospitare dentro di sé lo spirito di Thuban.

## Edizioni
- Licia Troisi, L'eredità di Thuban, Arnoldo Mondadori Editore, 2008,  p. 343, ISBN 978-88-04-57924-3.
- Licia Troisi, 1: L'eredità di Thuban, Milano: Oscar Mondadori, 2009, fa parte di: La ragazza drago
- La ragazza drago: l'eredità di Thuban, Licia Troisi; legge: Paola Brieda, Feltre: Centro internazionale del libro parlato, 2009